# Bolesław Bujalski
Bolesław Dominik Bujalski (ur. 21 marca 1888 w Załoźcach, zm. 12 marca 1945 w Stanisławowie) – polski geolog, specjalista w zakresie kartografii geologicznej, tektoniki i geologii naftowej, znawca geologii Karpat, major piechoty Wojska Polskiego, kawaler Orderu Virtuti Militari.

## Młodość i wykształcenie
Był synem lekarza kopalnianego, dr Mariana Bujalskiego i Michaliny ze Stankiewiczów. Szkołę podstawową ukończył w Obertynie, w latach 1899–1906 uczęszczał do gimnazjum w Kołomyi. Po maturze wstąpił na Wydział Filozoficzny Uniwersytetu Lwowskiego, gdzie studiował nauki przyrodnicze specjalizując się w geologii. Studia ukończył w 1911, a w następnym roku został doktorem filozofii na podstawie rozprawy Dolny cenoman w Nieźwiskach i okolicy wykonanej pod kierunkiem prof. Rudolfa Zubera. W latach uniwersyteckich (od 1909) należał do Związku Walki Czynnej, tajnej organizacji wojskowej, która przygotowywała kadry przyszłych Legionów Polskich. W 1912 został powołany do rocznej służby w armii austriackiej w Alpach Wschodnich (Rovereto, 13. Pułk Cesarskich Strzelców Tyrolskich). Po powrocie, do czasu wybuchu I wojny światowej pracował jako nauczyciel w prywatnym gimnazjum w Komarnie koło Lwowa.

## Lata wojenne 1914–1920
W latach 1914–1918 służył w wojsku austriackim na froncie włoskim i rosyjskim uzyskując stopień podporucznika. W czerwcu 1916 został ranny na Bukowinie. Po rocznym leczeniu uczestniczył w walkach nad Piawą. Podczas podróży służbowej do Trembowli znalazł się we Lwowie w przeddzień zajęcia miasta przez Ukraińców i 2 listopada przystąpił do formujących się oddziałów polskich. Został komendantem I Odcinka Obrony Lwowa. Wyróżnił się męstwem i zdolnościami dowódczymi i został odznaczony Krzyżem Srebrnym Orderu Wojskowego Virtuti Militari. Następnie dowodził III batalionem 39 pułku piechoty. W styczniu 1919 był ranny pod Prusami koło Lwowa. Do służby frontowej wrócił w maju. Od października pełnił funkcję dowódcy kadry w Jarosławiu. Z końcem roku został przeniesiony do rezerwy w stopniu kapitana. W okresie od lipca do końca października 1920 brał udział w wojnie polsko-bolszewickiej. W 1924 jako rezerwista został awansowany na stopień majora ze starszeństwem z 1 czerwca 1919. W 1934 jako rezerwy był przydzielony do Oficerskiej Kadry Okręgowej nr VI jako oficer po ukończeniu 40 roku życia i pozostawał wówczas w ewidencji Powiatowej Komendy Uzupełnień Stanisławów.

## Okres międzywojenny
W styczniu 1920 podjął pracę w Państwowym Urzędzie Naftowym w Krakowie, a w 1922 przeniósł się do Towarzystwa Naftowego Galicja S.A. w Bitkowie w Karpatach Wschodnich. Jednocześnie był współpracownikiem Państwowego Instytutu Geologicznego, a od 1928 geologiem PIG w VI stopniu służbowym. 
W 1920 ożenił się z Kwiryną, z domu von Hoffmann, z którą miał dwóch synów: Lesława i Janusza. 
Podczas całego życia zawodowego zajmował się kartografią geologiczną w skomplikowanych stratygraficznie i tektonicznie Karpatach fliszowych, wyjaśniając wiele szczegółów ich budowy. Uczestniczył w wykonaniu Mapy geologicznej Polski w skali 1 : 100 000. Jest autorem jednego z czterech wykonanych przed wojną arkuszy tej mapy, a mianowicie karpackiego arkusza Nadwórna, 1938 (obok arkuszy: Opatów Jana Samsonowicza, 1934, Skole Konstantego Tołwińskiego, 1935 i Kielce Jana Czarnockiego, 1938). Pracował nad czterema innymi arkuszami wschodniokarpackimi, ale wybuch wojny uniemożliwił ich ukończenie. Arkusz Stanisławów Bujalski zdążył przygotować w formie egzemplarza rękopiśmiennego, jednak, podobnie jak szczegółowe zdjęcia do pozostałych arkuszy. zaginął on podczas wojny. Jest ponadto współautorem Mapy geologicznej polskich Karpat Wschodnich w skali 1 : 200 000 i autorem wielu innych map, z których zachowały się tylko nieliczne, opublikowane jako załączniki do artykułów. Obok tematyki ściśle karpackiej zajmował się stratygrafią i tektoniką utworów budujących przedgórze Karpat Wschodnich.
Drugim ważnym kierunkiem działalności Bujalskiego, mocno związanym z kartografią i tektoniką, była geologia naftowa. W celu rozpoznania wgłębnego potencjalnie roponośnych struktur fałdowych Bujalski projektował i nadzorował wiele wierceń w rejonie Bitkowa, Borysławia, Schodnicy i Starego Sambora. Prace poszukiwawcze i rozpoznawcze prowadził na obszarach naftowych Gorlic i Sanoka i w innych rejonach. W 1928 odkrył złoże gazu ziemnego w Strachocinie. Po wojnie okazało się ono jednym z największych złóż gazu w polskich Karpatach. Łącznie wyznaczył ponad 200 otworów wiertniczych, opracował kilkanaście ekspertyz geologicznych, stworzył jedno z największych archiwów materiałów wiertniczych, profilów wierceń, map topograficznych i geologicznych, zestawień produkcji w przemyśle naftowym itp., z których wiele zaginęło podczas wojny.
Uczestniczył w przygotowaniu międzynarodowego I Zjazdu Asocjacji Karpackiej we wrześniu 1925 w Karpatach Wschodnich i był jednym z geologów prezentujących na nim tematykę geologiczną i złożową. Brał udział w pracach wykopaliskowych w kopalni wosku w Staruni w 1929, które doprowadziły do wydobycia nosorożca włochatego i innej fauny plejstoceńskiej.

## II wojna światowa
Podczas okupacji sowieckiej w latach 1939–1941 Bujalski na wezwanie władz okupacyjnych wrócił do pracy geologa w kopalni ropy naftowej w Bitkowie. Po wkroczeniu Niemców w lipcu 1941 został zatrudniony jako geolog w Beskiden Erdöl GmbH w Stanisławowie i pozostał w przemyśle naftowym do czasu ucieczki Niemców w 1944.
W latach 1942–1944 zaangażował się w pracę w Polskim Komitecie Opieki w Stanisławowie, który stanowił lokalną strukturę ogólnokrajowej Rady Głównej Opiekuńczej, i został jego przewodniczącym. Po powrocie Sowietów Komitet nie zaprzestał działalności i nadal niósł pomoc Polakom, szczególnie uciekinierom ze wsi, którzy masowo chronili się w mieście przed ukraińskimi pogromami. 5 stycznia 1945 Bujalski został aresztowany przez NKWD i osadzony w miejscowym więzieniu. Kontakt z nim urwał się w marcu. Polski Czerwony Krzyż w piśmie z 23 grudnia 1959 podał jako datę jego śmierci 12 marca 1945. Według relacji współwięźniów, którzy przeżyli, zmarł w więzieniu na skutek chorób. Symboliczny grób Bolesława Bujalskiego znajduje się na Starym Cmentarzu w Jaśle przy ul. Zielonej.

## Ordery i odznaczenia
- Krzyż Srebrny Orderu Wojskowego Virtuti Militari nr 2889 – 10 sierpnia 1922[6]
- Krzyż Walecznych (1921)
- Krzyż Niepodległości (1933)
- Złoty Krzyż Zasługi (1938)

## Wybrane publikacje
- 1911 – Dolny cenoman w Nieźwiskach i okolicy. Kosmos, 36: 423–447.
- 1925 – Budowa geologiczna Karpat w obszarze Bitkowa. Biul. Stacji Geol. Borysław, 9: 1–103.
- 1925 – Mapa geologiczna polskich Karpat Wschodnich, 1 : 200 000. Stacja Geol. Borysław, Państw. Inst. Geol., Warszawa, jako współautor z E. Jabłońskim, K. Tołwińskim i S. Weignerem.
- 1930 – Budowa geologiczna przedgórza Karpat Wschodnich między Łukwią a Rybnicą. Spraw. Pol. Inst. Geol., 4: 235–292.
- 1930 – Kilka spostrzeżeń geologicznych z okolic Zarytego. Spraw. Pol. Inst. Geol., 5: 367–376.
- 1934 – Mapa geologiczna doliny Prutu, 1 : 75 000, ark. 2. Przew. Pol. Tow. Geol., Oddz. Lwów.
- 1938 – Ogólna mapa geologiczna Polski, 1 : 100 000, ark. Nadwórna. Państw. Inst. Geol., Warszawa.